# Metopius mediterraneus
Metopius mediterraneus är en stekelart som beskrevs av Clement 1930. Metopius mediterraneus ingår i släktet Metopius och familjen brokparasitsteklar. Inga underarter finns listade i Catalogue of Life.